# Jorge Pepi-Alós
Jorge Pepi-Alós, né en Argentine en 1962, est un pianiste et compositeur vaudois.

## Biographie
Jorge Pepi-Alós commence le piano par hasard, dans un milieu familial qui n'est pas spécialement musicien, en tapant sur un piano fictif sur la table de la cuisine. Poussé par sa tante, il prend alors des cours et s'essaie immédiatement à de petites compositions. Toujours attiré par le répertoire classique, il commence des études au Conservatoire de Cordoba jusqu'en 1980. Il arrive en Suisse en 1981, et découvre la bibliothèque du Conservatoire de Lausanne et les collections musicales de la Bibliothèque cantonale et universitaire - Lausanne qui lui ouvrent de nouveaux horizons musicaux. En 1982, il est invité par l'Académie Menuhin à Gstaad. Jorge Pepi-Alós suit également des cours de piano avec Edith Fischer, ainsi que des cours de composition avec Eric Gaudibert. Il obtient sa virtuosité en 1982. 
La carrière de Jorge Pepi-Alós est dès lors partagée entre la composition et l'interprétation, mais aussi entre la Suisse et le monde hispanique. Il compose près de 25 œuvres pour piano, orchestre de chambre ou orchestre symphonique entre 1982 et 2010, dont certaines sont primées: Metamorphosis I reçoit le prix de la Tribune Argentine des compositeurs et celui de l'Edition Suisse en 1989; son opéra de chambre Caccia al tesoro reçoit le prix de la Société suisse des auteurs et est créé en mars 1993, dans le cadre du festival Archipel à Genève ainsi qu'au Wien Modern en 1994; cette même année 1994, il reçoit le premier prix au Concours international de composition de Gerona en Espagne pour Estravagario; il obtient encore le Grand Prix Gilson des radios de langue française pour Amalgama en 1995. À côté de ses activités de composition, Jorge Pepi-Alós se produit au piano, en soliste, avec orchestre ou en musique de chambre. La majorité de ses interprétations restent cependant des duos ou des quatre mains, principalement avec Edith Fischer, avec laquelle il enregistre deux albums consacrés aux Œuvres pour piano à 4 mains de Schubert pour l'un et aux Œuvres pour deux pianos de Brahms pour le second. Il enregistre également cinq albums solo, dont un consacré aux compositeurs argentins Alberto Williams, Juan Jose Castro, Carlos Guastavino et Albert Ginastera. 
Également enseignant au Cercle lémanique d'études musicales, au Conservatoire de La Chaux-de-Fonds et au Centre international d'enseignement musical de Barcelone, il rentre en 2006 en Amérique du Sud pour exercer cette fonction au Chili, où il intègre le Département de musique de la Faculté des arts de l'Université de Santiago. Jorge Pepi-Alós reste lié à la Suisse, puisqu'il crée avec Edith Fischer, en 1990, la Semaine internationale de piano de Blonay. Cet événement, qui allie académie de musique (piano et musique de chambre) et concerts à l'église de La Chiésaz, fêtera en 2014 sa 25e édition. 

## Sources
- « Jorge Pepi-Alós », sur la base de données des personnalités vaudoises sur la plateforme « Patrinum » de la Bibliothèque cantonale et universitaire de Lausanne.
- Chenal, Mathieu, "Des concerts dans un esprit de partage et de simplicité", 24 Heures, 2013/08/14
- Chenal, Mathieu, "Petit festival, grande musique", 24 Heures, 2008/08/15, p. 26.